# Monti Mühlig-Hofmann
I monti Mühlig-Hofmann sono una catena montuosa dell'Antartide facente parte del più grande insieme montuoso chiamato Fimbulheimen. Situata nella Terra della Regina Maud e in particolare in corrispondenza della costa della Principessa Astrid, la formazione si snoda in direzione est-ovest per oltre 100 km tra i monti Gjelsvik, a ovest, e i monti Orvin, a est, e le sue vette raggiungono i 3148 m s.l.m. con il monte Jøkulkyrkja.

## Storia
I monti Mühlig-Hofmann sono stati scoperti e fotografati durante la spedizione Nuova Svevia, 1938-39, comandata dal capitano tedesco Alfred Ritscher, e così battezzati in onore di un direttore di divisione del ministero dell'aviazione del Reich. In seguito essi furono nuovamente esplorati dalla sesta spedizione antartica norvegese, 1956-60, che li mappò ancora più dettagliatamente.